# アンナ・ファン・サクセン
アンナ・ファン・サクセン（Anna van Saksen, 1544年12月23日 - 1577年12月18日）は、オラニエ公ウィレム1世の2度目の妃。ドイツ語名アンナ・フォン・ザクセン（Anna von Sachsen）。

## 生涯
ザクセン選帝侯モーリッツとヘッセン方伯フィリップの娘アグネスの一人娘で相続人だった。魅力的でもなく脚が不自由だという評判だったが、富裕な相続人として多くの求婚者がいた。そのうちの一人ウィレムの求婚を受け入れ、1561年8月に結婚した。アンナは落ち着きがなく、憂鬱症、暴力癖、自滅的絶望の間を激しく揺れ動いていた。ウィレムはたちまち彼女の予想できない不安定な性格に疲れ果て、アンナはナッサウ家にも市民たちにも不人気となった。アンナはウィレムとの子供を5人もうけた。
アンナは、自分の雇っている弁護士ヤン・ルーベンスと深い仲になり、1571年8月に彼との子クリスティナを生んだ。この軽率な行動は、クリスティナの認知を拒むウィレムの耳に届いた。ルーベンスは逮捕され、ウィレムはアンナとの間に生まれた5人の子供たちを引き離して二度と母親に会わせなかった。のち、ルーベンスは釈放されて妻子の元に戻った（彼の子が画家ピーテル・パウル・ルーベンスである）。
アンナは、庶子クリスティナと一緒にベイルスタイン城へ送られた。アンナの振る舞いは異常の度合いを増し、ナイフを手にすると危険なので、召使いたちは全てのナイフを彼女の見えないところに隠さなければならなかった。クリスティナは母親から離され、異父兄弟たちとともに育てられた。ウィレムはアンナとの結婚無効を申請し、その後2度結婚した。アンナはドレスデンで余生を過ごし、33歳で死去した。

## 子女
夫ウィレムとの間には以下の5人の子供をもうけた。
- アンナ（1562年、夭折）
- アンナ（1563年 - 1588年）
- マウリッツ（1564年 - 1566年）
- マウリッツ（1567年 - 1625年） - オランダ総督、オラニエ公
- エミリア（1569年 - 1629年） - 1597年、ポルトガル公マヌエルと結婚